# ریما لاگو
ریما لاگو (مراتی: रीमा लागु؛ ۲۱ ژوئن ۱۹۵۸–۱۷ مه ۲۰۱۷، ۵۸ سال) یک هنرپیشه اهل کشور هند بود. وی از سال ۱۹۸۰ میلادی تا زمان درگذشتش مشغول فعالیت بود.
ریما لاگو با ایفای نقش «مادری مهربان» در فیلم‌های بالیوود به شهرت و محبوبیت رسیده بود. او در ده‌ها فیلم و مجموعه تلویزیونی، نقش مادر شخصیت اصلی را به عهده داشت و در چندین تئاتر به زبان مرآتی هم بازی کرده بود.
از فیلم‌هایی که وی در آن نقش داشته است می‌توان به شاید فردایی نباشد اشاره کرد.
ریما لاگو فعالیت حرفه‌ای را در اواخر دهه ۱۹۷۰ میلادی آغاز کرد و خیلی زود با ایفای نقش مادر شخصیت‌های اصلی فیلم‌ها به شهرت رسید. ریما لاگو زمانی که تنها ۳۱ سال داشت، در اولین فیلم سلمان خان، نقش مادر او را بازی کرد. او در چندین فیلمی که سلمان خان در آن‌ها نقش اصلی را دارد، نقش مادر او را به عهده داشت و به همین دلیل، «مادر روی صحنه» سلمان خان هم خوانده می‌شد.
ریما لاگو در آستانهٔ ۵۹ سالگی در شب چهارشنبه ۱۷ مه ۲۰۱۷ در بمبئی به دلیل «ایست قلبی» درگذشت.
او فقط یک فرزند دختر داشت.

## فیلم‌شناسی
فهرست برخی از فیلم‌هایی که ریما لاگو در آن‌ها به ایفای نقش پرداخته است:
- شاید فردایی نباشد
- داره یه اتفاقایی میفته
- من عاشق بودم
- ازدواج کردم گیر افتادم
- ما با هم هستیم
- یه وقت عاشق نشی
- دوست دارم
- هدف
- عشق سنگدل
- دیوانه مستانه
- گل سنگ
- دوقلوها
- من دیوانه عشق هستم
- گمراه
- رنگارنگ
- این نور جادویی قلب
- جی کیشن
- آرزو
- دیوانه
- نامشروع
- بله قربان
- آدم‌ربایی
- دل‌باخته
- سلاح
- واقعیت
- دل‌های بی‌تاب
- تقلا
- دلداده
- مسیر پیروزی
- عشق اتفاق می‌افتد
- عشق به بمبئی
- دل دیوانه من
- هندی
- من سال نو را دوست دارم
- همیشه با هم
- کتاب مقدس عشق
- عاشقی
- حنا
- خشم
- وقتی دروغ میگی کلاغ تو را می‌کشد
- رویاهای ساجن
- شعله و شبنم
- خاله شماره یک
- در کشوری که گنگا زندگی می‌کند
- قتل
- کلاه مخفیانه
- همه ما دزد هستیم
- رهایی
- برنده
- آقای عاشق
- محدودیت
- الهی
- اولین نامه عاشقانه
- قانون
- عشق بازی نیست
- مرد خوش‌شانس
- زندگی کن اما مغرور نباش
- زن امروزی